# 劇場所有者出演契約協会
劇場所有者出演契約協会（げきじょうしょゆうしゃしゅつえんけいやくきょうかい、英語: Theater Owners Booking Association, T.O.B.A.）は、1920年代から1930年代にアフリカ系アメリカ人の芸能人たちを扱っていたヴォードヴィルの興行組織。ジョージア州アセンズに今も美しい状態で保存されている、かつて"ピンキー"・モンロー・モートン ("Pinky" Monroe Morton) が経営していた「モートン劇場 (Morton Theater)」のような、よく知られた例外を除けば、当時の劇場所有者はほとんどが白人という状況の中で、協会は、ジャズ、ブルース、コメディアン、その他の芸能人（中には、「The Black Patti」と称されたソプラノのオペラ歌手マチルダ・シシエレッタ・ジョイナー・ジョーンズ (Matilda Sissieretta Joyner Jones) のようにクラシック音楽の教育を受けた者もいた）を黒人の聴衆に提供するために、出演契約の上でいろいろな協力をおこなった。

## 歴史
協会は、ヴォードヴィル芸人だったシャーマン・H・ダドリー (Sherman H. Dudley) の尽力によって結成された。1909年当時、「ローン・スター・コメディアン (Lone Star Comedian)」として知られていた彼は、合衆国中の各地に、黒人が所有し運営する一連の舞台を設けていくことに取り組み始めた。1911年、ダドリーは有色人俳優組合 (Colored Actors' Union) の総支配人兼会計責任者としてワシントンD.C.に拠点を置き、S・H・ダドリー劇場企画 (S. H. Dudley Theatrical Enterprises) を創設してワシントンやバージニア州一帯の劇場を買ったり、貸したりする事業をはじめた。1916年までに、通称「ダドリー・サーキット」は、南部や中西部まで広がり、黒人の芸能人たちが、従来より長期の契約を結んで、より長く舞台に立てるようになっており、これが T.O.B.A. の基礎となった。ダドリーの巡業サーキットは、黒人向けの新聞に毎週掲載される「What's What on the Dudley's Circuit」と題されたコラムを通して宣伝され、1914年の時点で「すべて黒人が所有、運営し、南はアトランタまで広がる」20カ所以上の劇場がこのサーキットに組み込まれていた。
最盛期の1920年代には、組織された劇場は100カ所以上となった。このサーキットは、黒人の芸能人たちの間で「黒人芸人にはキツい (Tough on Black Artists)」とか、ガートルード・"マ"・レイニー (Gertrude "Ma" Rainey) の言葉をされる表現では「黒人のクズにはキツい (Tough on Black Asses)」などとして、「トビー・タイム (Toby Time)」と称されるようになっていた。ここでいう「タイム」とはヴォードヴィル・サーキットを指す、当時の一般的な表現である。このサーキットは、黒人芸能人だけを、もっぱら東海岸の一連の劇場にだけ手配しており、西はオクラホマ州までが活動領域であった。T.O.B.A. の舞台は、メイソン＝ディクソン線以南では、定期的に黒人向けの興行を行なう唯一の存在だったとする資料もある。 T.O.B.A. は、白人のボードヴィル・サーキットに比べると、低い報酬しか支払わず、巡業の手配もお粗末だった。しかし、世界恐慌の時期に至り、人気を失ったという点は、白人サーキットと同様であった。
最初期のスターたちの中には、歌手ではエセル・ウォーターズ (Ethel Waters)、ガートルード・"マ"・レイニー、ベッシー・スミス、エドモにア・ヘンダーソン (Edmonia Henderson)、マミー・スミス (Mamie Smith)、ミント・カトー (Minto Cato)、アデレード・ホール (Adelaide Hall)、喜劇の劇団ではティム・ムーアと彼のシカゴ・フォーリーズ (Tim Moore with his Chicago Follies)（これにはティムの妻ガーティー (Gertie) も加わっていた）、ホイットマン姉妹一座 (the Whitman Sisters and their Company)、音楽家ではフレッチャー・ヘンダーソン、ファッツ・ウォーラー、ルイ・アームストロング、ノーブル・シスル (Noble Sissle)、ユービー・ブレイク、ジョー・"キング"・オリヴァー、デューク・エリントン、芸人ではサンディ・バーンズ (Sandy Burns)、タット・ブラザーズ (Tutt Brothers) のセーラム・ホイットニー・タット (Salem Whitney Tutt)、トム・フレッチャー (Tom Fletcher)、さらに、後にパリで人気を博したジョセフィン・ベーカーや、ソングライターでピアニストのペリー・ブラッドフォード (Perry Bradford)、パントマイムのジョニー・ハジンス (Johnny Hudgins)、ダンサーのU・S・トンプソン (U. S. Thompson)、ウォルター・ベイティ (Walter Batie)、ア—ル・スネイクヒップス・タッカー (Earl "Snakehips" Tucker)、ヴァライダ・スノー (Valaida Snow)、漫談のブーツ・ホープ (Boots Hope)、その他多数がいた。さらに、後年になると、より知名度が高いフローレンス・ミルズ (Florence Mills)、リンカーン・"ステッピン・フェチット"・ペリー (Lincoln "Stepin Fetchit" Perry)、ハティ・マクダニエル、マンタン・モアランド (Mantan Moreland)、ジャッキー・"マムズ"・メイブリー (Jackie "Moms" Mabley)、デューウィ・ピグミート・マーカム (Dewey Pigmeat Markham)、ジョニー・リー Johnny Lee)、マーシャル・"ガーベージ"・ロジャーズ (Marshall "Garbage" Rogers)、アマンダ・ランドルフ (Amanda Randolph)、チック・ウェッブ (Chick Webb)、キャブ・キャロウェイ、まだ「伯爵 (Count)」と通称される前の若きウィリアム・ベイシー、当時4歳だったサミー・デイヴィスJr.なども、T.O.B.A. のサーキットの舞台に立った。
当時、黒人向け劇場の中で最も格式の高かった、ニューヨークのハーレムや、フィラデルフィア、ワシントンD.C.の劇場などは、サーキットに入っておらず、独自に演目を手配していた。そうした劇場に比べると、T.O.B.A. は格式が劣るものとされていた。バート・ウィリアムズ (Bert Williams)、ビル・ボージャングル・ロビンソン、ティム・ムーア、ジョニー・ハジンスなどは、白人向けのヴォードヴィルに出演する機会もあり、しばしばブラックフェイスの演目を行なっていた。

## 関連文献
- Nadine George-Graves, The Royalty of Negro Vaudeville: The Whitman Sisters and the Negotiation of Race, Gender, and Class in African American Theater, 1900-1940, in Dance Research Journal, Vol. 33, No. 2, Social and Popular Dance (Winter, 2001), pp. 134–138.
- David Krasner, A Beautiful Pageant: African American Theatre, Drama, and Performance in the Harlem Renaissance.
- Bernard L. Peterson, Jr., Profiles of African American Stage Performers and Theatre People, 1816-1960.
- Henry T. Sampson, Blacks in Blackface: A Source Book on Early Black Musical Shows.
- Redd Foxx and Norma Miller, The Redd Foxx Encyclopedia of Black Humor.
- Iain Cameron Williams, Underneath a Harlem Moon ... the Harlem to Paris Years of Adelaide Hall.[1]